# Acylgroep
Dit overzicht is mogelijk incompleet; u kunt helpen door het uit te breiden.

Structuurformule van een acylgroep.

De aanduiding acyl wordt in de organische chemie gebruikt om een molecuul-deel aan te duiden dat gevormd wordt door een carbonylgroep en een alifatische staart.
De bekendste acylgroep is de acetylgroep; de alifatische staart is in dat geval een methylgroep.